# Gigue

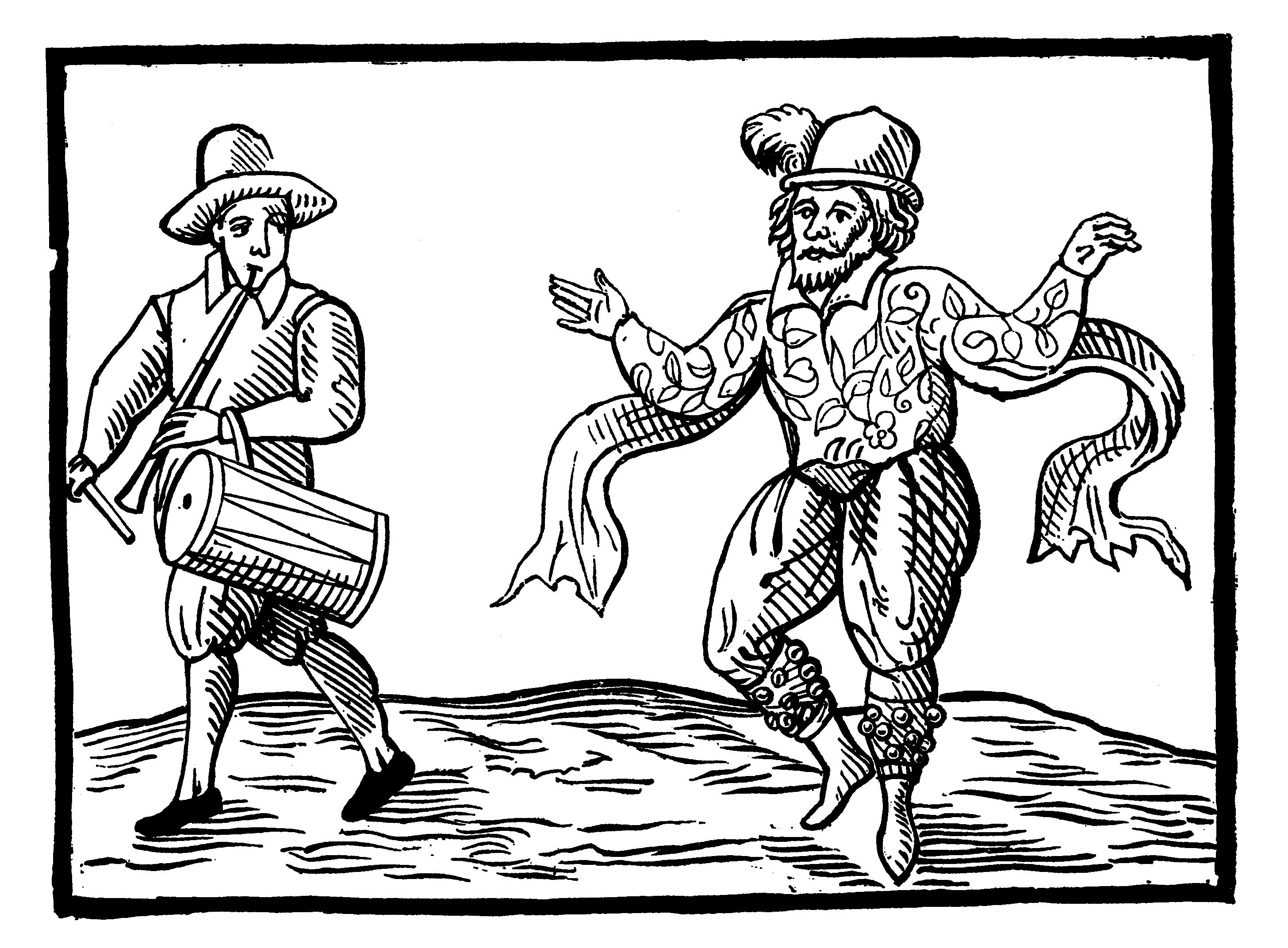
Jig-et táncoló bohóc rajza, Anglia, 1600 körül

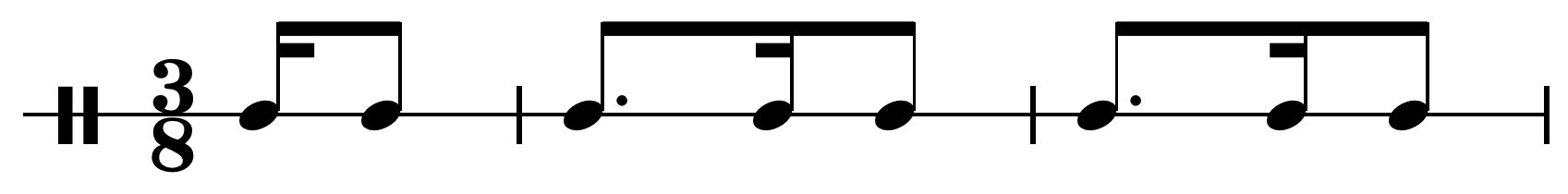
A gigue jellegzetes ritmusa

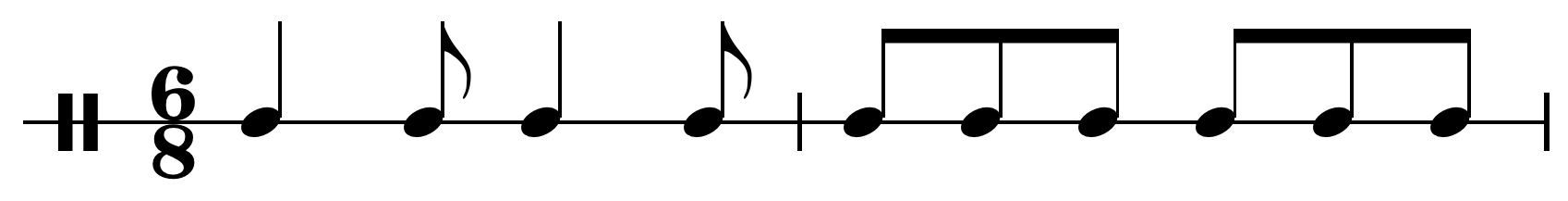
Másik jellegzetes gigue ritmus

A gigue (ejtsd: dzsig) vagy giga eredetileg gyors, élénk népi tánc, amely a barokk szvitek, szonáták tételei része lett. Az operákban általában mint balettbetét szerepelt, igen élénk mozdulatokkal és derült zenei hangulattal.
A gigue általában páros, de páratlan (három részes) hangcsoportokra oszló ütemnemben fordul elő, például 12/8 vagy 4/4-es ütemben triolás zöngecsoporttal. Vannak 12/16-os vagy 24/16-os beosztásúak is. A gigue-et a kutatók az angol „jig” vagy „jigg”, esetleg „chique” nevű táncból eredeztetik, aminek az átkomponált formáját angol virginalisták tették népszerűvé. Angliából a 17. században terjedt el Európában. Közép-Európában a század közepén kezdte alkalmazni Froberger, Rieckh és Chambonniers.
A barokk szvitek stílizált tánctételeként általában az utolsó tételként szerepel, ily módon Bach, Händel és Telemann szvitjeiben is gyakori tétel. Händel általában 12/8-os, Bach pedig 4/4-es vagy 4/2-es ütemmutatót használt, míg Christoph Willibald Gluck balettzenéinél 6/8-os ütemű gigue is található. Nyolcadértékű hangjegynél kisebb nem igen fordul elő, kivéve, ha a második vagy a kezdő két nyolcad tizenhatodra fel nem oszlik.
Létezett gigue nevű vonós hangszer is, amelynek hátlapja gömbölyded, ellentétben a violával, a hangszer rezonáló szekrénye sonkára emlékeztető formájú volt, innen az elnevezése (gigue=sonka). Ugyanakkor a gigue hangszerként már a 13. században is ismert volt, így nevezték a franciák a német fidulát, feltételezések szerint innen eredhet a Geige – hegedű német elnevezése.

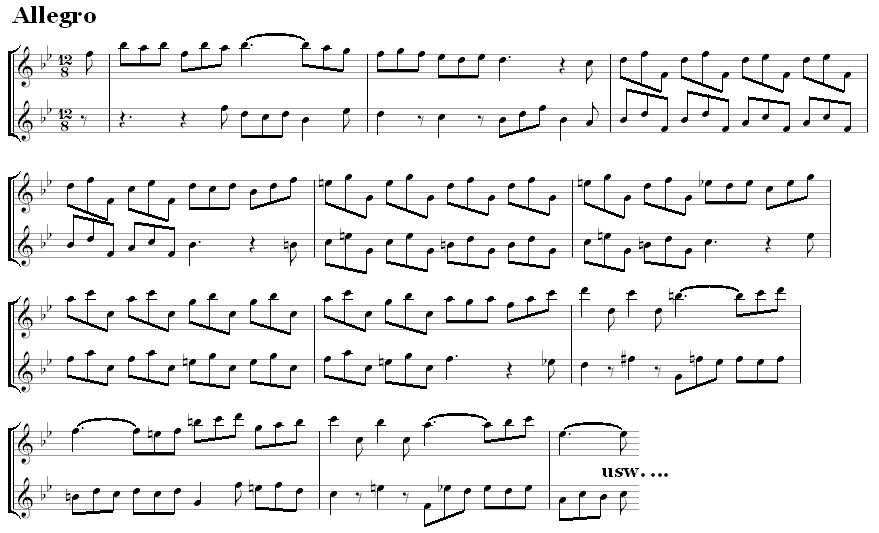
Egy gigue kottája Georg Philipp Telemanntól.

## Média
- J. S. Bach: d-moll partita – Gigue, Jasha Heifetz előadásában
- J. S. Bach III. Zenekari szvit, D dúr, BWV 1068: – Gigue, Magyar Rádió Szimfonikus Zenekara, vez. lehel György